# Sveti Jure
Sveti Jure je nejvyšší vrchol pohoří Biokovo, nacházející se v Jižní Dalmácii v Chorvatsku. Svou skalnatou, vápencovou siluetou se stává dominantou Makarské riviéry. Na vrchol vede sjízdná silnice. Rozhled z vrcholu je dalekosáhlý. Za jasných dní jsou vidět až černohorské masivy. Při pěším výstupu musí návštěvníci počítat s velkým převýšením (přes 1700 m). Orientačně je cesta poměrně jednoznačná a její náročnost se omezuje na upravené stezky a kameny vyskládané chodníky.

## Výstup
Výchozí bod je letovisko Makarska. Po loukách dochází cesta ke skalnímu výšvihu a poté pokračuje prudce borovicovým lesem. V strmých a dlouhých serpentinách dosahuje sedla Vošac (1200 m). Zde se ukazuje zvlněná krasová krajina z které vystupuje pouze jeden výrazný vrchol - Sveti Jure. V sedle je vyhlídka. Širší cestou dosahuje cesta chatu Planinski dom pod Vošacem. Ta je však mimo provoz. Vedle stojí malá bivakovací budka. Cesta pokračuje krasovou oblastí „Cocpit“, který tvoří spleť až 100 metrů hlubokých propastí v rozpraskaném vápenci. Škrapy jsou velmi hluboké a jejich hřebeny ostré.
Na vrchol lze dále pokračovat po značené stezce nebo po silnici. Na vrcholu stojí kostelík a červený vysílač.
Na horu je možné vyjet na jízdním kole z Makarské po silnici místního významu. Ujetá vzdálenost je 31 km a zdolané převýšení 1900 metrů.

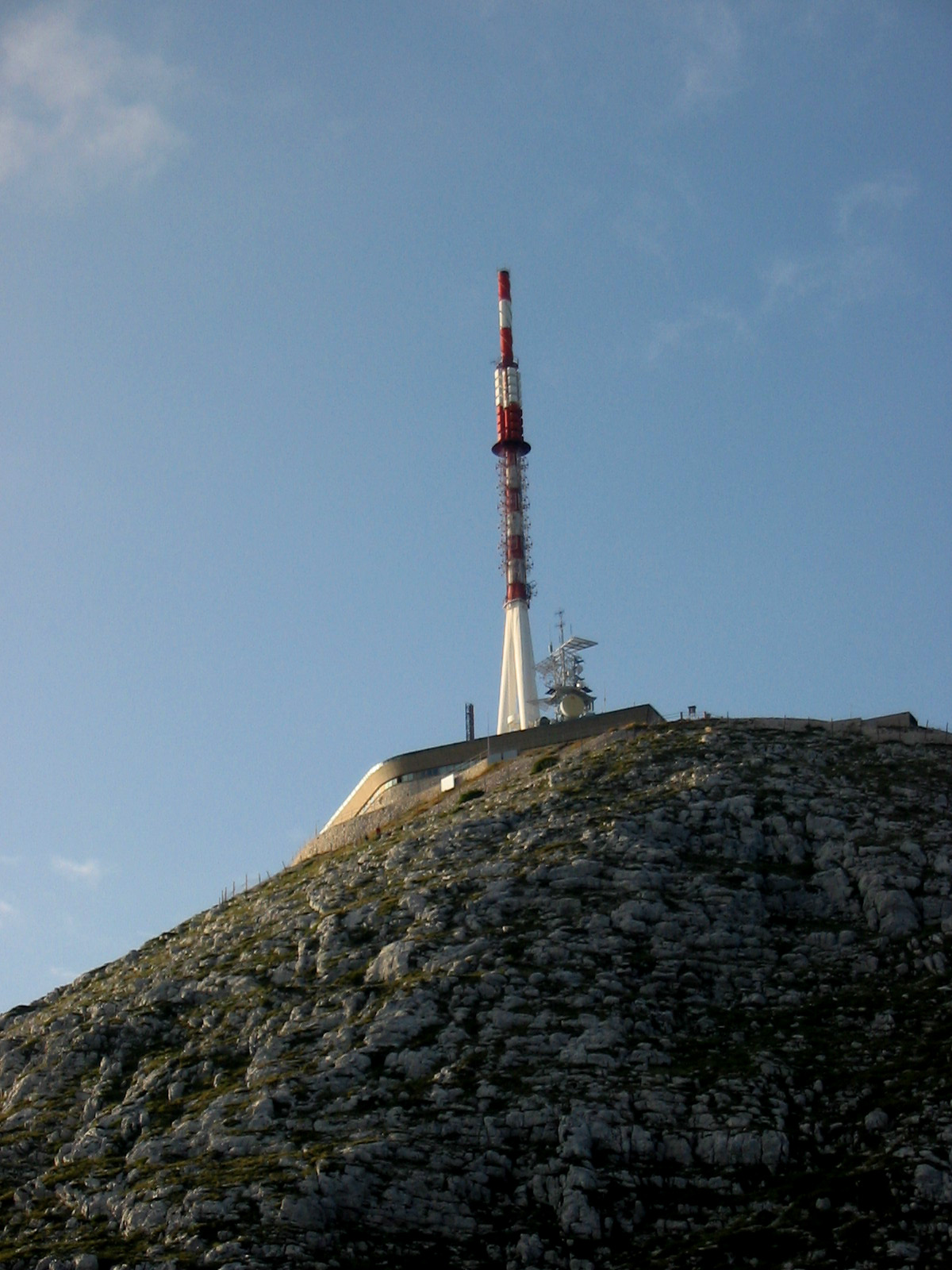
Vysílač na vrcholu
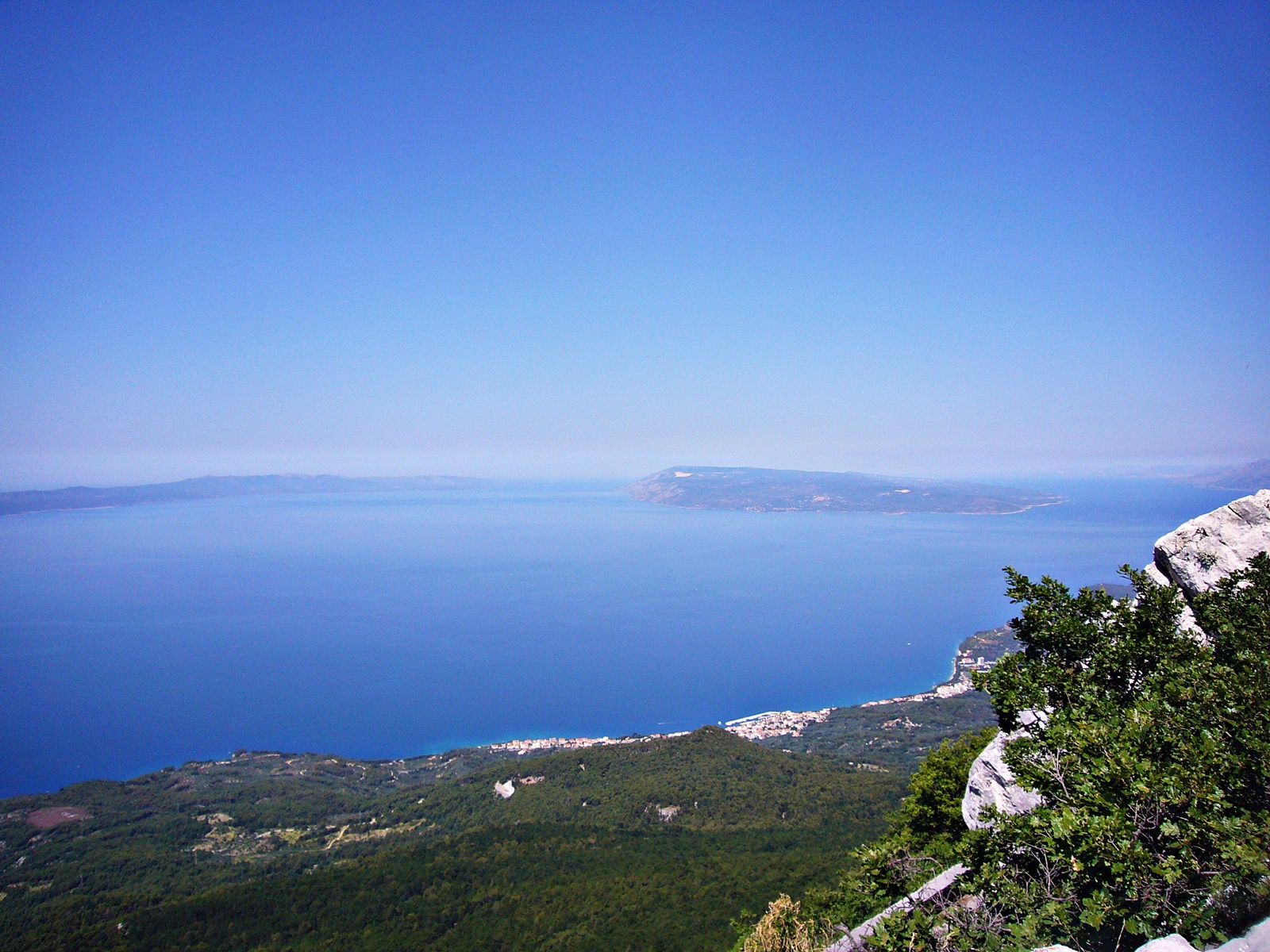
Výhled na moře
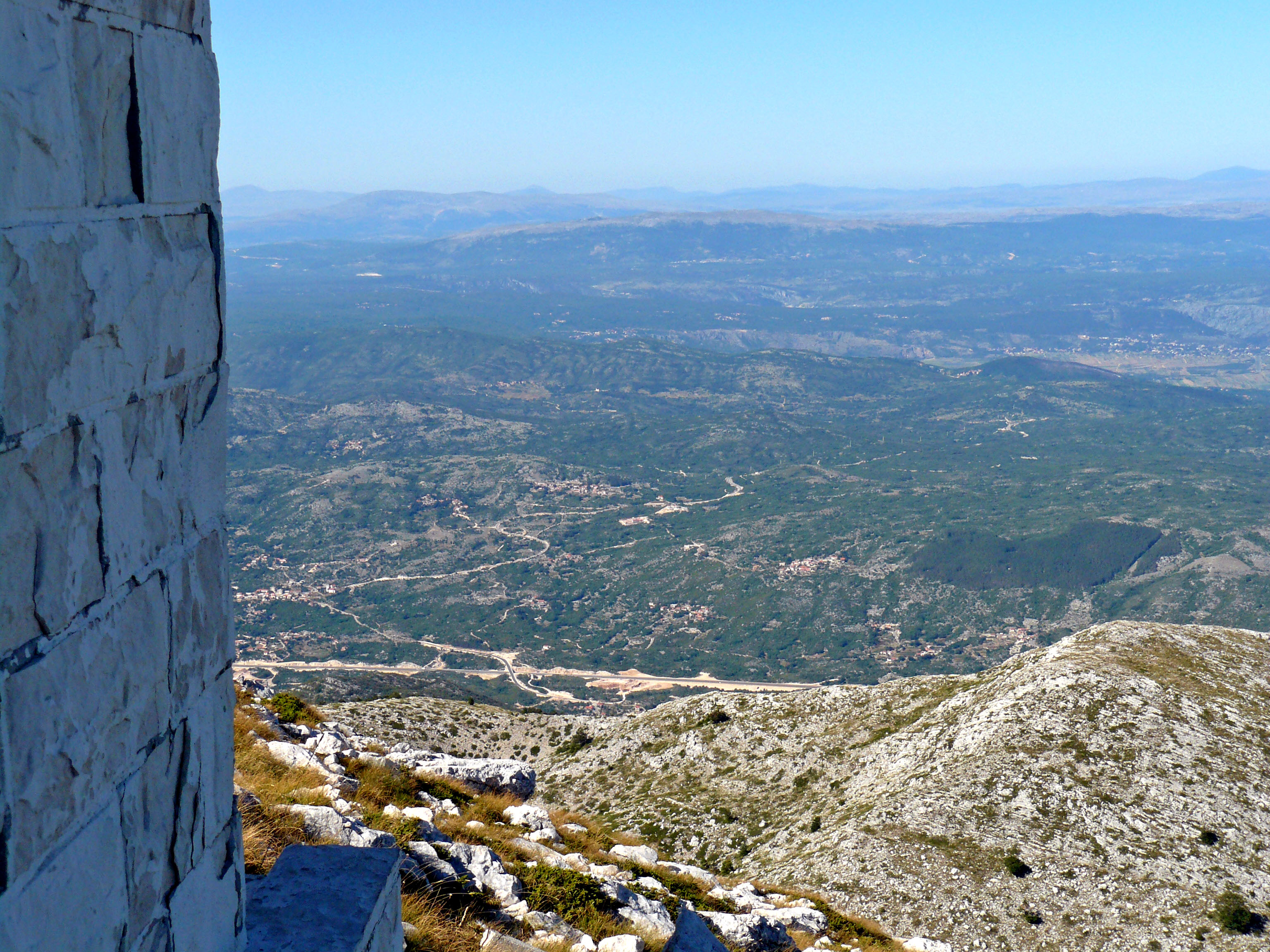
Výhled do vnitrozemí